# Josef Wiessalla
Josef Wiessalla (ur. 15 grudnia 1898 w Bytomiu, zm. w marcu 1945 we Wrocławiu) – niemiecki pisarz, dziennikarz, eseista, uznany za jednego z najbardziej obiecujących talentów wśród górnośląskich pisarzy dwudziestolecia międzywojennego.

## Życiorys
Wiessalla urodził się w Bytomiu jako jedno z ośmiorga dzieci dróżnika kolejowego. Mimo bycia utalentowanym uczniem nie miał on możliwości uczęszczania do szkoły średniej wskutek biedy swojej rodziny, toteż po zakończeniu szkoły podstawowej rozpoczął pracę w hucie. Po odbyciu służby wojskowej podczas I wojny światowej podejmował się pracy w różnych zawodach, m.in. jako maszynista, księgowy oraz reporter. Czasowo był też bezrobotnym.
Między 1919 a 1921 rokiem Wiessalla brał udział w powstaniach śląskich po stronie niemieckiej. Jednocześnie cierpiał z powodu tego, że kultura górnośląska niszczona była w Niemczech poprzez germanizację, a w Polsce poprzez polonizację. Wiessalla należał do związku proletariacko-rewolucyjnych pisarzy. Jego członkostwo w KPD nie jest potwierdzone.
W 1928 roku Wiessalla zaczął publikować w gazecie „Der Oberschlesier” wydawanej przez Karla Sczodroka, po czym został odkryty przez pochodzącego również z Bytomia Maxa Taua dla wydawnictwa Bruno Cassirera. 
Podczas II wojny światowej Wiessalla został wcielony do armii niemieckiej. Zginął podczas obrony Wrocławia przez Armię Czerwoną w 1945 roku.

## Twórczość
Wiessalla wydał kilka powieści i opowiadań oraz był autorem sztuk teatralnych. Jego twórczość cechuje się tym, że głównymi bohaterami utworów są prości Ślązacy, np. Front unter Tage dotyczy losów górnika, a powieść Die Empörer opowiada o upadku feudalizmu.
Po 2000 roku niemieckojęzyczna twórczość Wiessalli stała się przedmiotem zainteresowania polskich badaczy.

### Opowiadania
- Die Front unter Tage (1937)
- Gowin sucht das Genie (1938)
- Niemands Land (1942), niderlandzki przekład pt. Niemands land (1943)
- Die Schlacht von Himmelwitz (1943), polski przekład pt. Bitwa pod Jemielnicą (2017)

### Powieści
- Die Empörer (1932), przekłady: czeski pt. Buřiči (1941), norweski pt. Opprørerne på Gorek (1942)
- Udyta (1939)
- Zwischen Tag und Traum (1941)
- Der Orpheusbecher (1942)
- Unter Tage (1961)

### Sztuki teatralne
- Volk auf Vorposten: Drama in fünf Aufzügen (1928)
- Krise: Eine Arbeitslosentragödie (1929)
- Die Front unter Tage: Ein Bergwerksstück in drei Akten (1934)
- Die Brunnenkomödie: Ein Spiel in drei Akten (1937)